# Jase Richardson
Jason Anthoney «Jase» Richardson II (Berkeley, California, 16 de octubre de 2005) es un baloncestista estadounidense que pertenece a la plantilla de los Orlando Magic de la NBA. Con 1,88 metros de estatura, juega indistintamente en las posiciones de base o escolta. Es hijo de Jason Richardson, exjugador profesional que disputó catorce temporadas en la NBA.

## Trayectoria deportiva

### Primeros años
Richardson nació en Berkeley, California, y creció en Denver, Colorado. Antes de comenzar su primer año de secundaria, su familia se mudó a Las Vegas, Nevada, donde asistió al Instituto Bishop Gorman. Promedió 14 puntos, cinco rebotes, cinco asistencias y dos robos por partido en su segundo año. Fue transferido posteriormente al Instituto Christopher Columbus en Westchester, Florida, antes de comenzar su último año.[3] Fue calificado como un recluta de cuatro estrellas y se comprometió a jugar baloncesto universitario en Michigan State, donde jugó su padre, tras recibir ofertas de Alabama y Cincinnati.

### Universidad
Jugó una temporada con los Spartans de la Universidad Estatal de Michigan, en la que promedió 12,1 puntos, 3,3 rebotes y 1,9 asistencias por partido. Fue incluido en el tercer mejor quinteto de la Big Ten Conference y en el mejor quinteto de novatos de esa temporada. El 8 de abril de 2025 anunció que se declaraba elegible para el Draft de la NBA, renunciando al resto de su elegibilidad universitaria.

#### Estadísticas
| Año     | Equipo         | PJ | PT | MPP  | %TC  | %3P  | %TL  | RPP | APP | ROB | TPP | PPP  |
| ------- | -------------- | -- | -- | ---- | ---- | ---- | ---- | --- | --- | --- | --- | ---- |
| 2024–25 | Michigan State | 36 | 15 | 25.3 | .493 | .412 | .836 | 3.3 | 1.9 | .8  | .3  | 12.1 |

### Profesional
El 25 de junio de 2025 fue elegido en la vigesimoquinta posición del Draft de la NBA por los Orlando Magic.